# Sci di fondo ai IV Giochi paralimpici invernali
Per lo sci di fondo ai IV Giochi paralimpici invernali di Innsbruck 1988 furono disputate 38 gare (23 maschili e 15 femminili).

## Medagliere
| Posizione | Paese            |    |    |    | Totale |
| --------- | ---------------- | -- | -- | -- | ------ |
| 1         | Norvegia         | 14 | 11 | 4  | 29     |
| 2         | Finlandia        | 8  | 7  | 7  | 22     |
| 3         | Canada           | 4  | 0  | 1  | 5      |
| 4         | Svizzera         | 3  | 2  | 3  | 8      |
| 5         | Germania Ovest   | 2  | 6  | 4  | 12     |
| 6         | Francia          | 2  | 1  | 1  | 4      |
| 7         | Austria          | 1  | 3  | 4  | 8      |
| 8         | Svezia           | 1  | 3  | 2  | 6      |
| 9         | Polonia          | 1  | 1  | 3  | 5      |
| 10        | Italia           | 1  | 0  | 2  | 3      |
| 11        | Stati Uniti      | 1  | 0  | 1  | 2      |
| 12        | Spagna           | 0  | 2  | 0  | 2      |
| 13        | Unione Sovietica | 0  | 0  | 2  | 2      |
| Totale    | Totale           | 38 | 36 | 34 | 108    |

## Podi
Le gare erano divise in:
- 2,5 km: donne
- 5 km: uomini - donne
- 10 km: uomini - donne
- 15 km: uomini
- 20 km: uomini
- 30 km: uomini
- 3x2,5 km staffetta: uomini
- 3x5 km staffetta: donne
- 4x5 km staffetta: uomini
- 4x10 km staffetta: uomini

Ogni evento era separato in In piedi, Seduti e Ipo o non vedenti:
- LW2 - in piedi: amputazione alla singola gamba sopra il ginocchio
- LW3 - in piedi: amputazione ad entrambe le gambe sotto il ginocchio, paralisi cerebrale lieve o danno equivalente
- LW4 - in piedi: amputazione alla singola gamba sotto il ginocchio
- LW5/7 - in piedi: doppia amputazione braccia
- LW6/8 - in piedi: amputazione al singolo braccio
- LW9 - in piedi: amputazione o menomazione equivalente di un braccio e di una gamba
- Gr I - seduti: paraplegia con o nessuna funzione addominale superiore e nessun equilibrio di seduta funzionale
- Gr II - seduti: paraplegia con equilibrio di seduta corretto e funzionale
- B1 - ipo o non vedenti: nessuna funzione visiva
- B2 - ipo o non vedenti: funzione visiva dal 3 al 5%

### Uomini
| Evento                 | Classe                                                                 | Oro                                                                        | Argento                                                                 | Bronzo |
| 5 km - distanza breve  |                                                                        |                                                                            |                                                                         |        |
| Gr I                   | Heinz Frei                                                             | Adolf Stuber                                                               | Guenther Lercher                                                        |        |
| Gr II                  | Knut Lundstroem                                                        | Erik Sandbraaten                                                           | Michael Weymann                                                         |        |
| LW2                    | Christoph Andres                                                       | Pertti Sankilampi                                                          | Samuli Kaemi                                                            |        |
| LW3/9                  | Terje Gruer                                                            | Miguel Angel Perez Tello                                                   | Jan Kolodziej                                                           |        |
| LW4                    | Kalervo Pieksaemaeki                                                   | Svein Lilleberg                                                            | Svein Tore Fauskrud                                                     |        |
| LW5/7                  | Pierre Delaval                                                         | Marcin Kos                                                                 | Pauli Moelsae                                                           |        |
| 10 km - distanza breve |                                                                        |                                                                            |                                                                         |        |
| LW6/8                  | Kimmo Kettunen                                                         | Jouko Grip                                                                 | Jean-Yves Arvier                                                        |        |
| 10 km - media distanza |                                                                        |                                                                            |                                                                         |        |
| Gr I                   | Terje Johansen                                                         | Adolf Stuber                                                               | Heinz Frei                                                              |        |
| Gr II                  | Knut Lundstroem                                                        | Walter Widmer                                                              | Erik Sandbraaten                                                        |        |
| LW2                    | Christoph Andres                                                       | Viggo Norseth                                                              | Pertti Sankilampi                                                       |        |
| LW3/9                  | Terje Gruer                                                            | Miguel Angel Perez Tello                                                   | Jan Kolodziej                                                           |        |
| 15 km - media distanza |                                                                        |                                                                            |                                                                         |        |
| B1                     | Hans Anton Aalien                                                      | Asmund Tveit                                                               | Ake Pettersson                                                          |        |
| B2                     | Frank Hoefle                                                           | Terje Loevaas                                                              | Bertil Tegelund                                                         |        |
| B3                     | Robert Walsh                                                           | Max Stalnacke                                                              | Paolo Lorenzini                                                         |        |
| 15 km - lunga distanza |                                                                        |                                                                            |                                                                         |        |
| LW4                    | Kalervo Pieksaemaeki                                                   | Svein Lilleberg                                                            | Svein Tore Fauskrud                                                     |        |
| LW5/7                  | Marcin Kos                                                             | Pierre Delaval                                                             | Jerzy Szlezak                                                           |        |
| 20 km - lunga distanza |                                                                        |                                                                            |                                                                         |        |
| LW6/8                  | Jean-Yves Arvier                                                       | Jouko Grip                                                                 | Kimmo Kettunen                                                          |        |
| 30 km - lunga distanza |                                                                        |                                                                            |                                                                         |        |
| B1                     | Ake Pettersson                                                         | Hans Anton Aalien                                                          | Asmund Tveit                                                            |        |
| B2                     | Frank Hoefle                                                           | Terje Loevaas                                                              | Ismo Alanko                                                             |        |
| B3                     | Paolo Lorenzini                                                        | Max Stalnacke                                                              | Robert Walsh                                                            |        |
| 3×2,5 km staffetta     |                                                                        |                                                                            |                                                                         |        |
| Gr I-II                | Norvegia Terje Johansen Knut Lundstroem Erik Sandbraaten               | Svizzera Walter Baertschi Heinz Frei Walter Widmer                         | Germania Ovest Guenther Lercher Adolf Stuber Michael Weymann            |        |
| 4×5 km staffetta       |                                                                        |                                                                            |                                                                         |        |
| LW2-9                  | Norvegia Svein Tore Fauskrud Terje Gruer Svein Lilleberg Viggo Norseth | Finlandia Jouko Grip Kimmo Kettunen Kalervo Pieksaemaeki Pertti Sankilampi | Germania Ovest Roland Gaess Martin Haag Wolfgang Mahler Reinhold Schwer |        |
| 4×10 km staffetta      |                                                                        |                                                                            |                                                                         |        |
| B1-2                   | Norvegia Hans Anton Aalien Arild Hovslien Terje Loevaas Asmund Tveit   | Svezia Eskil Hoeglund Ake Pettersson Max Stalnacke Bertil Tegelund         | Italia Paolo Lorenzini Riccardo Tomasini Hubert Tscholl Erich Walch     |        |

### Donne
| Evento                  | Classe                                                 | Oro                                                     | Argento                                          | Bronzo |
| 2,5 km - breve distanza |                                                        |                                                         |                                                  |        |
| Gr I                    | Kirsti Hooeen                                          | Waltraud Hagenlocher                                    | Nessuna                                          |        |
| Gr II                   | Ragnhild Myklebust                                     | Sylva Olsen                                             | Hildegard Fetz                                   |        |
| 5 km - breve distanza   |                                                        |                                                         |                                                  |        |
| B1                      | Veronika Preining                                      | Kirsti Pennanen                                         | Valentina Grigorjeva                             |        |
| B2                      | Sandra Lecour                                          | Renata Hoenisch                                         | Marian Susitz                                    |        |
| B3                      | Miia Ryynaenen                                         | Sissel Soerensen                                        | Tarja Hovinen                                    |        |
| LW3/4/9                 | Francine Lemire                                        | Anneliese Tenzler                                       | Monika Waelti                                    |        |
| LW6/8                   | Tanja Kari                                             | Nessuna                                                 | Nessuna                                          |        |
| 5 km - lunga distanza   |                                                        |                                                         |                                                  |        |
| Gr I                    | Kirsti Hooeen                                          | Waltraud Hagenlocher                                    | Nessuna                                          |        |
| Gr II                   | Ragnhild Myklebust                                     | Sylva Olsen                                             | Hildegard Fetz                                   |        |
| 10 km - lunga distanza  |                                                        |                                                         |                                                  |        |
| B1                      | Kirsti Pennanen                                        | Veronika Preining                                       | Valentina Grigorjeva                             |        |
| B2                      | Sandra Lecour                                          | Kyllikki Luhtapuro                                      | Renata Hoenisch                                  |        |
| B3                      | Sissel Soerensen                                       | Tarja Hovinen                                           | Miia Ryynaenen                                   |        |
| LW3/4/9                 | Francine Lemire                                        | Anneliese Tenzler                                       | Monika Waelti                                    |        |
| LW6/8                   | Tanja Tervonen                                         | Nessuna                                                 | Nessuna                                          |        |
| 3×5 km staffetta        |                                                        |                                                         |                                                  |        |
| B1-3                    | Finlandia Tarja Hovinen Kirsti Pennanen Miia Ryynaenen | Austria Renata Hoenisch Veronika Preining Marian Susitz | Canada Sandra Lecour Tricia Lovegrove Kim Umback |        |